# ヘラクレス指数
ヘラクレス指数（ヘラクレスしすう）とは、ヘラクレス上場銘柄を対象として、2003年7月1日～2010年10月8日に、大阪証券取引所が日々公表していた株価指数である。
ヘラクレス指数の算出方式はTOPIXとほぼ同じで、ヘラクレス上場株の時価総額の合計を終値ベースで評価し、基準日である2003年6月30日の時価総額を1000として指数化したものである。

## 略史
- 2003年7月1日 大阪証券取引所がヘラクレス指数の公表を開始
- 2010年10月8日 ヘラクレス市場が2010年10月12日よりJASDAQに統合されることに伴い、この日をもってヘラクレス指数の算出・公表を終了。

## 指数
2006年1月16日の4234.52ポイントをピークにライブドアショックを機に下降線をたどり、2008年10月10日には算出来安値となる436.88ポイントをつけた。上場時には一株純資産の100倍以上と過剰な期待価格がつけられながら上場直後の最高値（時には初値）をピークに数ヶ月で下落の一途を辿り、数年後には最高値の100分の1以下に下落するような銘柄も珍しくない。また、個別銘柄はともかくとして、先進国の株価指数が3年弱で9分の1以下に下落するような事態は全世界規模でも類を見ない異常な下落率で、上場審査が正常に機能していないのではという批判が、市場関係者や専門家からも多く聞かれる。